# Transports au Chili

Autoroutes à 2 voies ou plus dans chaque sens, au Chili en 2024, en rouge

Les transports au Chili se font essentiellement par la route.
L'extrême sud du pays n'est pas raccordé au réseau routier du reste du pays, et les liaisons passent par l'Argentine. Le chemin de fer a une importance historique dans ce pays, mais joue un rôle relativement faible dans l'économie. À cause de la géographie spécifique du Chili, le transport aérien y a une place importante.

## Transport routier
Le réseau routier est de bonne qualité et représente 79 799 km. La route panaméricaine traverse le pays où elle porte le nom de Route 5.
Le nombre de voitures particulières était de 118 pour 1000 habitants en 2009.
Le transport par autobus est relativement développé dans les transports urbains (par exemple Transantiago ou les Trolleybus de Valparaiso) et les liaisons inter-cités (avec Tur Bus notamment).

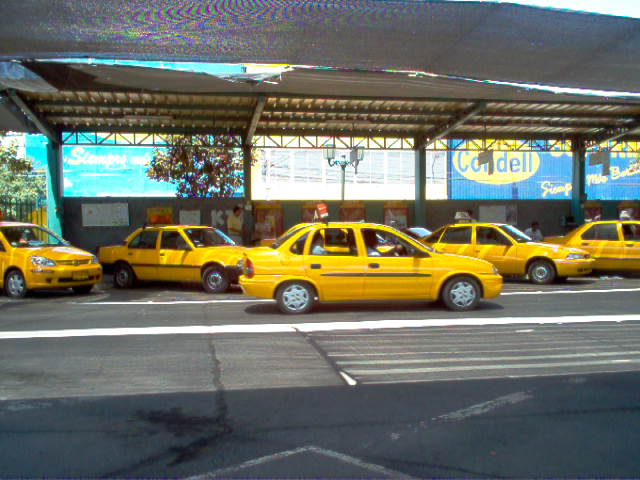
Taxis collectifs au Chili
Logo de la route panaméricaine
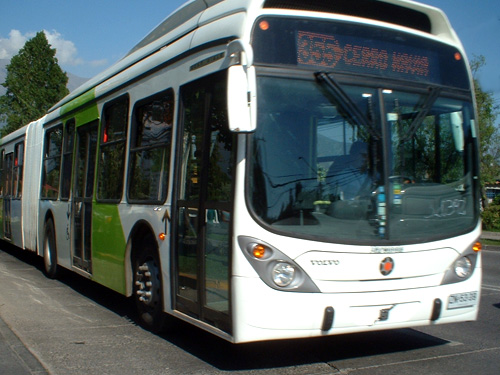
Bus articulé du réseau de Santiago

## Transport ferroviaire

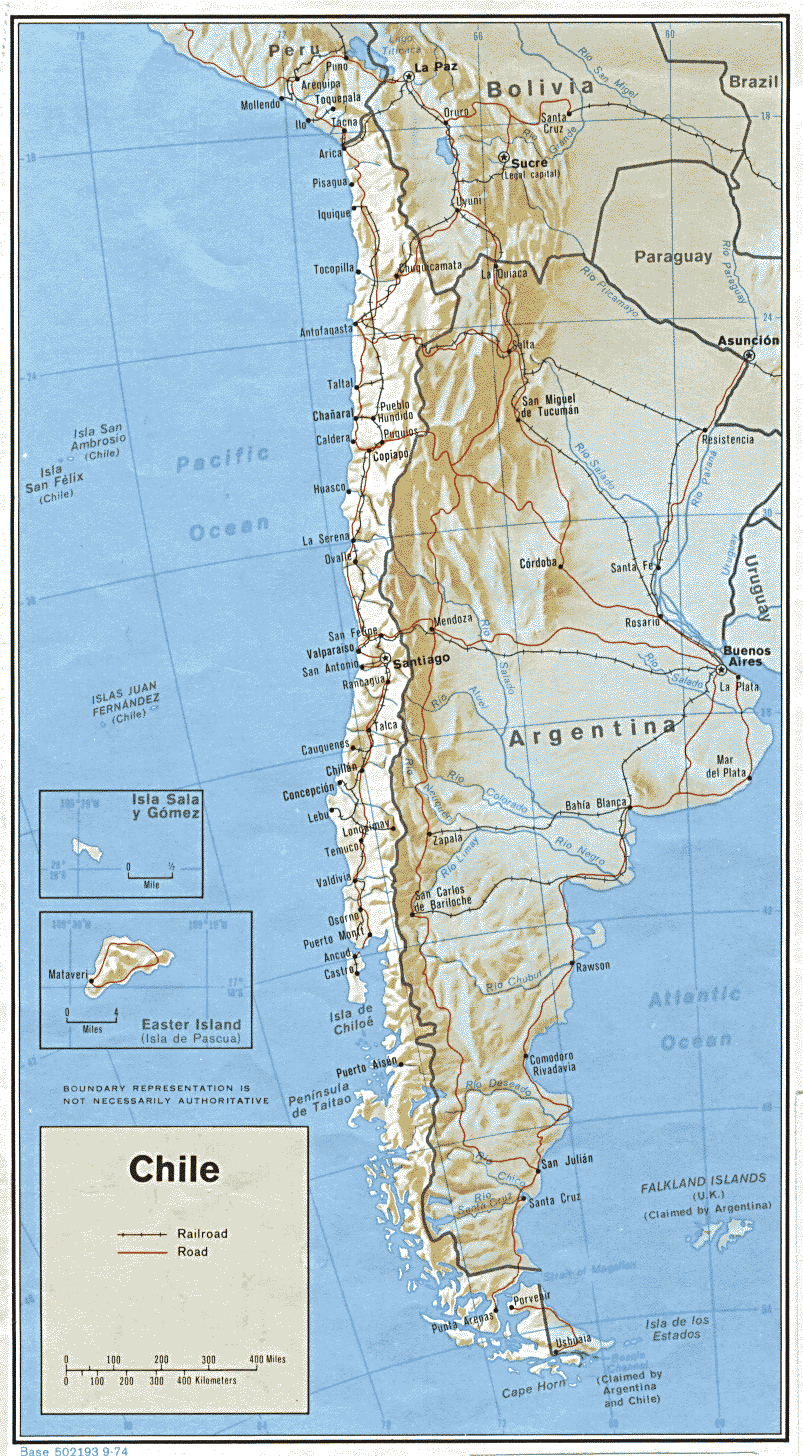
Principales routes, voies de chemin de fer et ports du Chili

Le réseau ferroviaire s'étend sur 6 782 km. La compagnie nationale Empresade Ferocarilles del Estado a fermé plusieurs lignes à cause de la concurrence du bus et de l'avion. 4 032 millions de tonnes de marchandises ont été transportées par voie ferrée en 2012, et le trafic passagers représente 840 millions de passagers par km en 2012.
Le métro de Santiago comporte 7 lignes et dessert 108 stations.

## Transport maritime

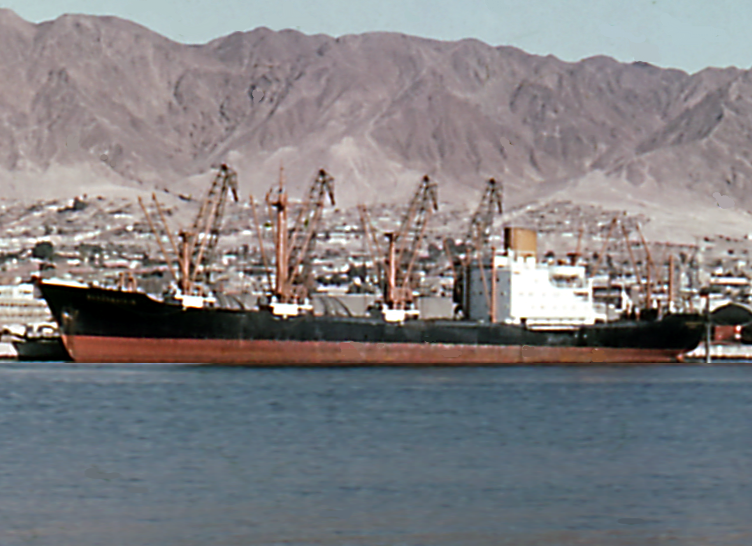
Cargo dans le port d'Antofagasta

Les principales villes portuaires sont Valparaiso, Punta Arenas, Arica, Iquique et Antofagasta par où transite le minerai de cuivre.
Le trafic de conteneurs du Chili en 2013 était de 3 784 386 TEU.

## Transport aérien

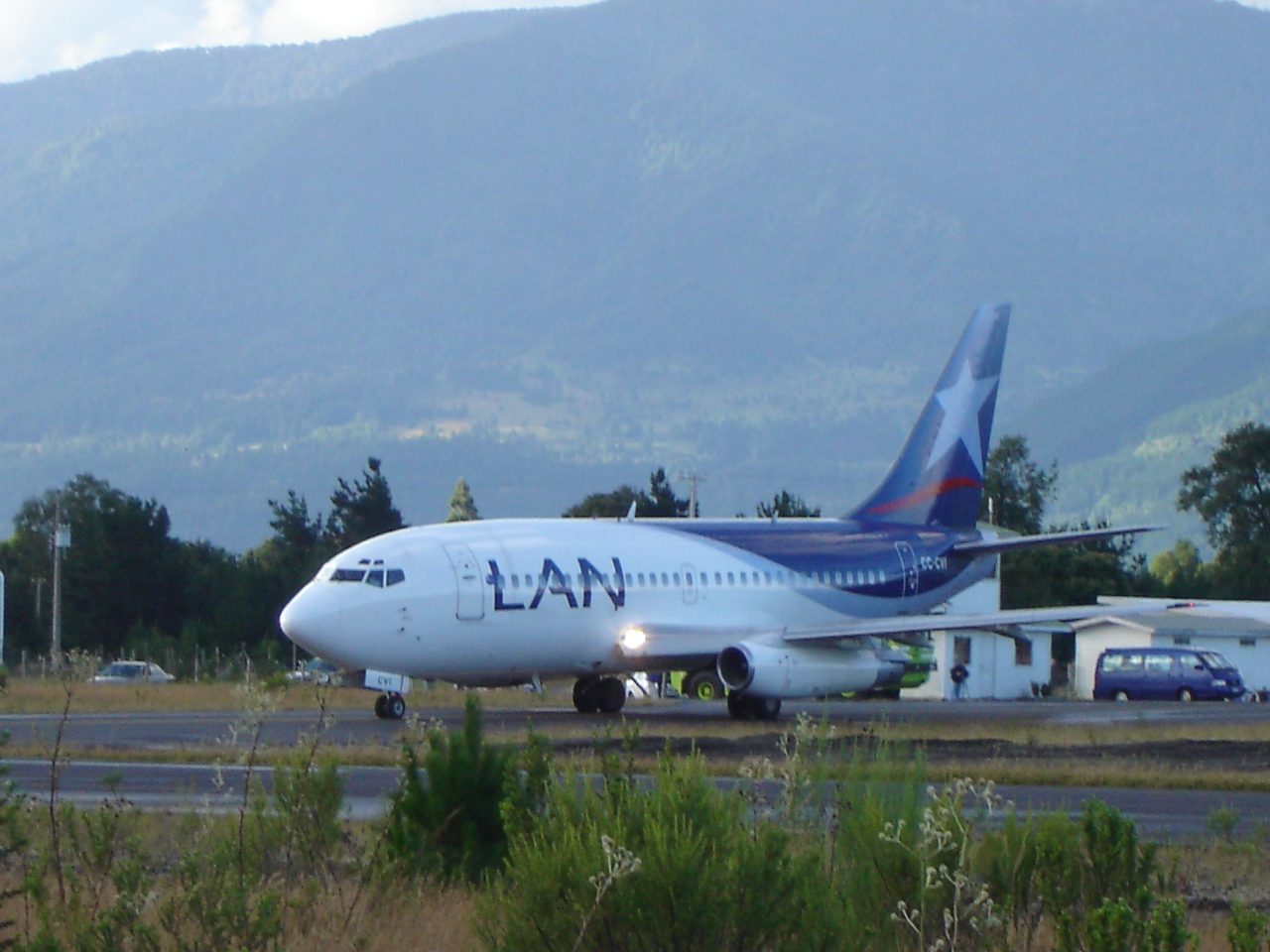
Aéroport de Pucón.

Le Chili dispose 364 pistes et de plusieurs aéroports internationaux : Aéroport international Arturo-Merino-Benítez à Santiago, Aéroport international Carriel Sur, Aéroport Guardia Marina Zañartu à l'extrême sud du pays, Aéroport international Presidente Carlos Ibáñez del Campo près de la ville de Punta Arenas, Aéroport international Mataveri sur l'île de Pâques
Les principales compagnies sont LAN Airlines, Sky Airline. La compagnie PAL Airlines a cessé ses activités en 2014.
7 190 960 passagers ont été transportés en 2007, le trafic aérien étant en forte augmentation.

## Autres
La ville de Valparaiso dispose de funiculaires appelés « asecores », datant de plus de 100 ans, et sont inscrits au Patrimoine mondial de l'Unesco.